# Эспиноса, Леонор
Леонор Анхелика Эспиноса Карранса (исп. Leonor Angelica Espinoza Carranza; род. 19 марта 1998, Лима, Перу) — перуанская паратхэквондистка. Двукратная чемпионка летних Паралимпийских игр.

## Биография
2 сентября 2021 года на летних Паралимпийских играх 2020 в Токио Леонор Эспиноса стала чемпионкой в категории до 49 кг. В ходе турнира она победила в четвертьфинале индийскую спортсменку Аруну Сингх Танвар, в полуфинале — узбекскую тхэквондистку Зиёдахон Исакову, в финале — турчанку Мерьем Бетул Чавдар.
29 августа 2024 года на летних Паралимпийских играх 2024 в Париже Эспиноса соревновалась в категории до 47 кг. Она победила в 1/8 финала камерунку Гюйлен Шемань, в четвертьфинале — иранку Марьям Абдоллахпур Дероеи, в полуфинале — марокканку Науал Лаариф. В финале Эспиноса победила узбекскую тхэквондистку Зиёдахон Исакову и стала двукратной чемпионкой Паралимпийских игр.